# Dande
Dande is een Arubaanse folkloristische traditie bij de jaarwisseling, waarbij muzikanten en zangers, de paranda, met gezongen nieuwjaarswensen langs de huisdeuren trekken.
Origineel is het woord Dandee en geen dande. 

## Oorsprong, instrumenten en zang
Dandee is afkomstig van het het Engelse woord "Dandy" en werd uitgesproken op Aruba als "dandee". Rond 1960 is het vervormd naar dande.
Rond 1824, met de komst van de Engelsen en anderen tijdens de goudkoorts op Aruba en phosfaat winning, werd samen met de Venezolaanse priesters tijdens Nieuwjaar gefeest en gezongen waar ook de dande ontstond. Er is ook nog een Engels lied waarvan de gebruikte tekst veel op de tekst van de dande lijkt. Dande is geen Afrikaans ritme en is ook niet Van Afrikaanse afkomst maar was oorspronkelijk een aguinaldo.
De gewoonte is van Engelse afkomst waar de Wallsail gevierd werd dat daarma in de mumming is veranderd. De mumming is de voortgang van de dande op Aruba.
Er bestaat geen "dande van tambu" maar wel tambu groepen die de dande spelen en in het Colombiaanse ritme van "fandango de lengua"
De dande behoort tot de Arubaanse folklore en komt in deze vorm nergens anders in het Caraïbisch gebied voor.
De muziekinstrumenten die bij dande gebruikt worden, zijn op de eerste plaats de viool of de accordeon. Soms worden ze allebei gebruikt. Verder de trom (tambor), die met een stokje wordt bespeeld, de cuarta en de wiri (metalen rasp). Vanaf de jaren 30 van de twintigste eeuw worden ook de gitaar, marimba en maraca's gebruikt, een muzikale invloed uit Cuba.
Bij de dande is er in het algemeen één zanger, maar het kunnen er ook meerdere zijn. De dande is het meest semantisch beladen van alle Arubaanse muziekstijlen, te vergelijken met wat de calypso voor Trinidad is. De tekst bestaat uit gepersonaliseerde nieuwjaarswensen, die door de zanger worden geïmproviseerd. Na iedere strofe van de voorzanger zingen de overige leden van de paranda met handgeklap het dande-refrein ay nobe, een verbastering van "ta aña nobo awe" oftewel "het is Nieuwjaar vandaag". Na het bezingen van de bewoners van het huis herhaalt men de eerste strofen van ieder lied en eindigt men met biba biba aña nobo, biba biba aña nobo.

## Huis aan huis
De paranda is actief in de periode vanaf oudejaarsnacht na het traditionele vuurwerk (tiro) tot aan de viering van Driekoningen op 6 januari. Wanneer een huis van bekende mensen wordt benaderd, begint de groep zonder meer te spelen. Wanneer het onbekenden betreft, vraagt een lid van de paranda eerst of de bewoners dande ontvangt. De zanger blijft bij de huisdeur staan. De deur hoeft niet open te staan. Hij zet zijn hoed af en met zijn hoed in zijn rechterhand bezingt hij de aanwezige bewoners afzonderlijk met vermelding van ieders naam. De volgorde is het hoofd van het gezin, daarna zijn echtgenote en ten slotte kinderen, in leeftijdsvolgorde beginnend met de oudste. Tijdens het zingen wordt de hoed doorgegeven zodat hierin geld kan worden gestort voor goed geluk. Na de dande gaat de paranda het huis binnen en worden daar twee liedjes gezongen. Een met de viool of accordeon en een met de tambú-slag. Na gebruik van een drankje vertrekt de paranda naar het volgende huis.

## Festivals
Voor behoud en bevordering van de dande vindt jaarlijks een dande-festival plaats. Initiatiefnemer, Harry Croes, organiseerde in 1974 het eerste festival in de Connie Francisclub te Santa Cruz. Na decennialange inzet is hij in 2018 opgevolgd door zijn dochter. Tijdens het festival dingen zangers mee met nieuwe composities en teksten voor de titel van Rey di Dande of Reina di Dande (koning of koningin van het dande-lied). Bekende deelnemers van het eerste uur zijn onder meer Vicente Tromp (meermalen rey di dande) y su grupo Lirios del Campo, Grupo di Betico (voorheen Betico y su grupo), Motito Croes y Conhunto Folklorico Arubano, Edjean Semeleer (meermalen rey di dande), Didi Wernet (meermalen rey di dande). Vanaf 2001 worden er ook voor jongeren en kinderen zangwedstrijden gehouden.
Filmmaker Cindy Kerseborn voltooide vlak voor haar dood in 2019 haar opnamen voor een documentaire over het dandefenomeen, die door Sherman de Jesus werd afgemaakt en op 1 januari 2022 door de VPRO/NTR werd uitgezonden. Hierbij is op te merken dat de inhoud van de documentaire van de VPrO/NTR  niet klopt over de oorsprong van de dande maar een misvatting is. 